# 軽飛行機

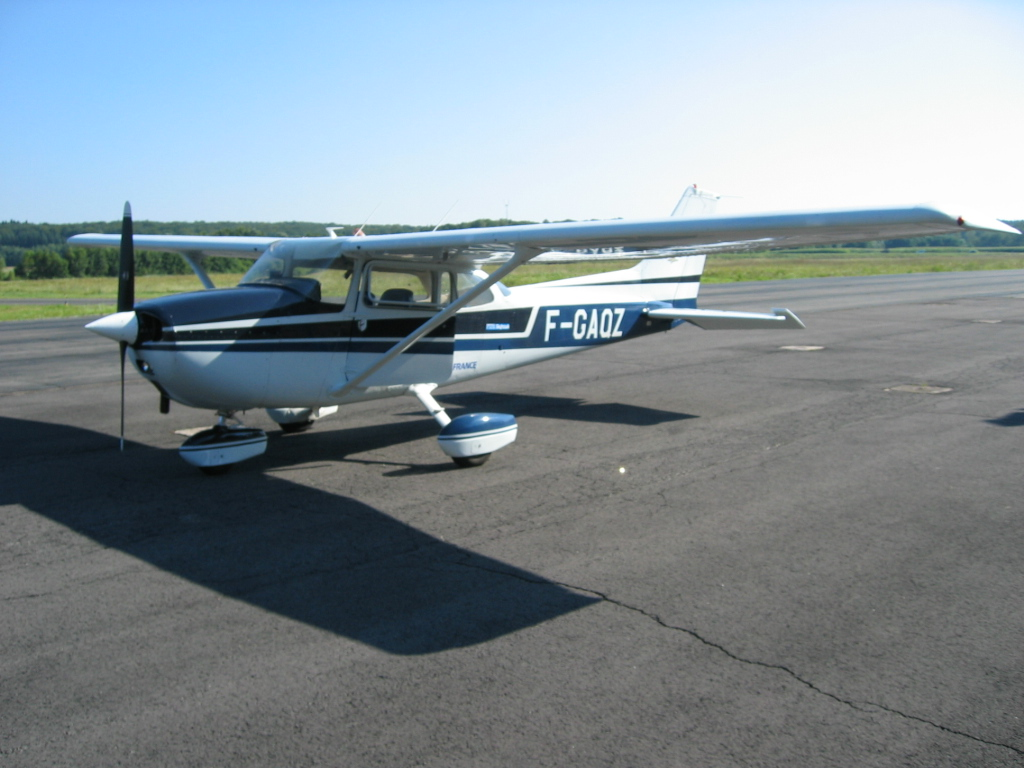
代表的な軽飛行機『セスナ 172』

軽飛行機（けいひこうき）とは小型の飛行機を指す非公式なカテゴリーのひとつ。公式ないし明確な定義があるわけではないが、概ね自重1,500kg以下、レシプロ単発、プロペラ推進、発動機出力300hp以下、乗員8名程度以下の固定翼飛行機で、遊覧・移動・写真撮影などを目的とし、飛ぶこと以外の特別な装備を持たないものを指す。
アメリカの航空業界では最大離陸重量が12500ポンド (5,670 kg)以下の航空機を「Light aircraft」と分類している。

## 概要
国際民間航空機関の航空機分類にある「軽航空機」は気球や飛行船などの空気より軽い航空機を、超軽量動力機は非常に軽量かつ簡単な構造の機体を有する動力付の航空機を指し、軽飛行機とは異なる。
軽飛行機でも業務としての輸送、ビジネス、曲技飛行、農薬散布などの目的を持ち、そのための設計が行われている場合はそれぞれ輸送機（軽輸送機）、ビジネス機、曲技機、農業機などと呼ばれ、軽飛行機とは言わないのが普通である。また、軽飛行機は軍用に用いられることもあるが、その場合も「連絡機」「観測機」「練習機」等、その目的に沿った呼び方が行われるが、マスコミであっても外形的な印象から「軽飛行機」と記述することがある。
エンジンはライカミング・エンジンズやコンチネンタル・モータースの製品が主流であるが、近年では複合材料により機体を軽量化することで100馬力以下の低出力だが軽量なエンジンを搭載した機体もある（テクナム P2008など）。
完成品だけでなくユーザー自らが機体を組み立てることを前提とし、設計図と部品のリスト（専用部品は付くこともある）を販売する組み立てキット（ホームビルト機）も多い。
長年セスナ、ビーチクラフト、パイパー・エアクラフトのビッグスリーにムーニー社（Mooney International Corporation）が続くという状態であったが、近年では新興メーカーのダイヤモンド・エアクラフト・インダストリーズとシーラス・エアクラフトのシェアが伸びている。
フランスやアメリカなど超軽量動力機の規制が緩い国の市場向けにFk14 PolarisやCZAW SportCruiserのように軽飛行機と遜色ない機体も開発されている。近年では軽飛行機の中でも性能を限定することで低価格を実現したLight-sport aircraft（LSA）と呼ばれるカテゴリーが登場しており、アメリカでは自家用操縦士よりも簡単に取得できるLSA限定資格（sport pilot）も創設された。
高出力の電動機やリチウムイオン電池、小型のジェットエンジンなどが安価に生産されるようになったことで、軽飛行機並みの運動性能を備えたモーターグライダーも登場している。

## 代表的な軽飛行機

### アメリカ合衆国
セスナ 172シリーズ
単発高翼。高翼式のため安定性・下部視界が良好で練習や遊覧に広く使用されている。1956年の製造開始から1985年の製造中断までに35,000機以上生産され、「セスナ機」が軽飛行機の代名詞ともなる原因を作った。1996年には製造が再開され、2014年時点で45,000機に達している。同社の150/152や182も共に23000機以上が生産されるベストセラー機となっている。
パイパー PA-28シリーズ
単発低翼。普及型の軽飛行機。セスナ 172に対抗するためドアを1つにするなどの割り切った設計で性能を落とさず低価格を実現し、各型合わせて32000機以上が生産された。同社のパイパー カブも20000機以上が生産されている。
ビーチクラフト ボナンザシリーズ
単発低翼。初期型のボナンザ35はV字型の尾翼が特徴だった。現在のA36は通常形式の尾翼に改められている。やや高級なクラスであるが航空大学校などのプロパイロットの養成機関で一括採用されたこともあり、17000機以上が生産されている。
ムーニー M20シリーズ
単発低翼。低コスト生産により価格を抑えながら速度性能を追求することで個人向けスポーツ機として人気を博し、1955年のデリバリー開始から事業を停止する2008年までに11000機以上が生産された。2014年の会社の再建により生産が再開され、最新モデルのM20Vは軽飛行機では最速クラスとなる448km/hを発揮する。
シーラス SRシリーズ
単発低翼。SR20、SR22。充実した装備によりパイロットスクールやエアタクシーなど法人向けやプライベート機としての需要が高まり、2013年には年間デリバリー機数がセスナの軽飛行機（172, 182, 206, TTxの合計）を抜き、次世代のベストセラー機としての地位を確立しつつある。デリバリーは1999年からだが既に6500機以上が生産されている。
ダイヤモンド DAシリーズ
単発低翼。DA20、DA40。1991年からデリバリーを開始。充実した装備によりシーラスのSRシリーズと同じくパイロットスクール向けやプライベート機として人気が高まっている。

### ドイツ
グロプ・エアクラフト・G 115
単発低翼。複合材料を多用し軽量化と強度の確保を両立している。ヨーロッパを中心に軍民で練習機として使われているが、曲技飛行も可能なためアマチュアの曲技飛行士にも人気が高い。

### フランス
ソカタ・TB-9 タンピコ
単発低翼。同クラスに比べ胴体の大きさと重量から運動性能はやや劣るが、視界が広く計器飛行の訓練も可能であるためヨーロッパを中心に軍民で練習機として使われている。系列にTB10 トバゴ、引込脚のTB20 トリニダード等がある。

### イタリア
テクナム・P2008
単発高翼。2座席でエンジンには低出力だが軽量なロータックス912S（98.6 hp、60kg）を採用、機体も複合材料を使用し空虚重量354kgと非常に軽量なため十分な運動性能が確保されている。アメリカの個人市場向けに開発されたため15万5千ドル前後と低価格であるが、グラスコックピットを導入し座席がサイド・バイ・サイドなこともあり、LOTポーランド航空が自社養成パイロットの練習機として採用している。テクナムではP92やP2002 シエラなど軽量な機体に低出力エンジンを搭載した低価格機を販売しており、軍民で練習機として導入されている。

### 日本
SUBARU FA-200 エアロスバル
単発低翼。戦後に開発された日本製の代表的な軽飛行機で、曲技飛行にも対応しており個人向けのスポーツ機や練習機として利用された。旧中島飛行機の流れを汲む富士重工業（現・SUBARU）の製品ということで当初「隼」という名前も候補に上がったが結局「エアロスバル」という名前になった。

## ギャラリー

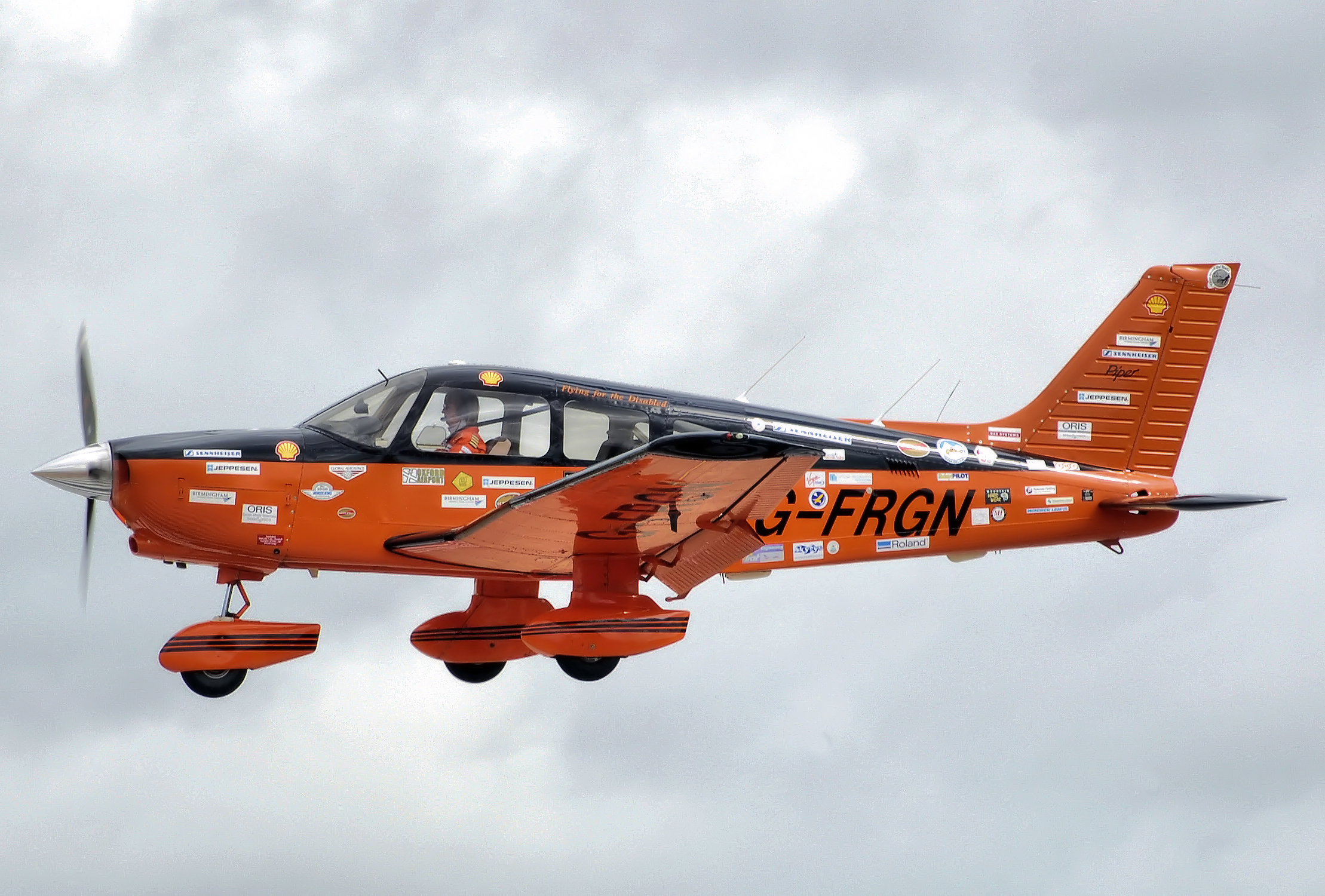
パイパー・チェロキー
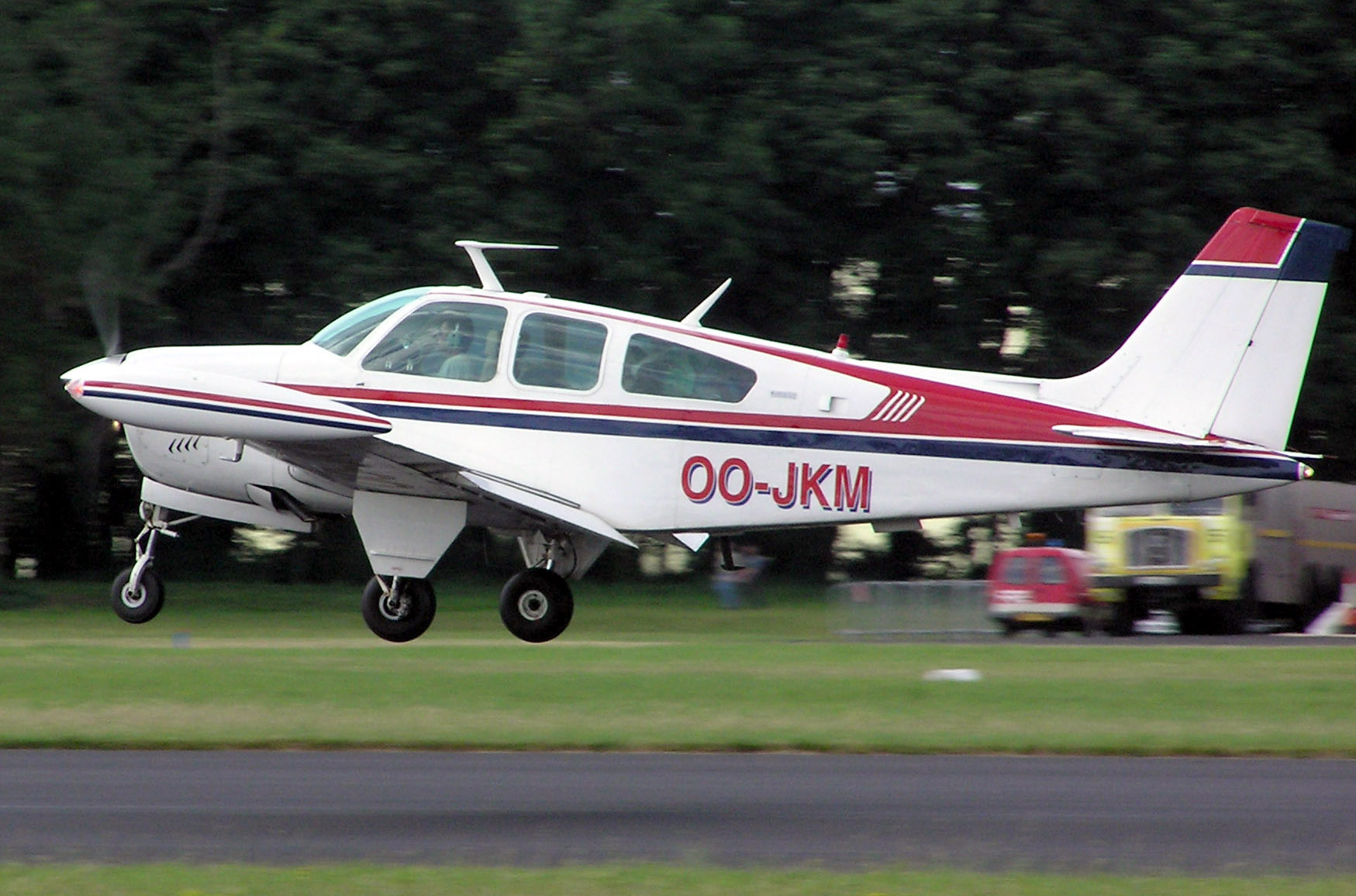
ビーチ・ボナンザ
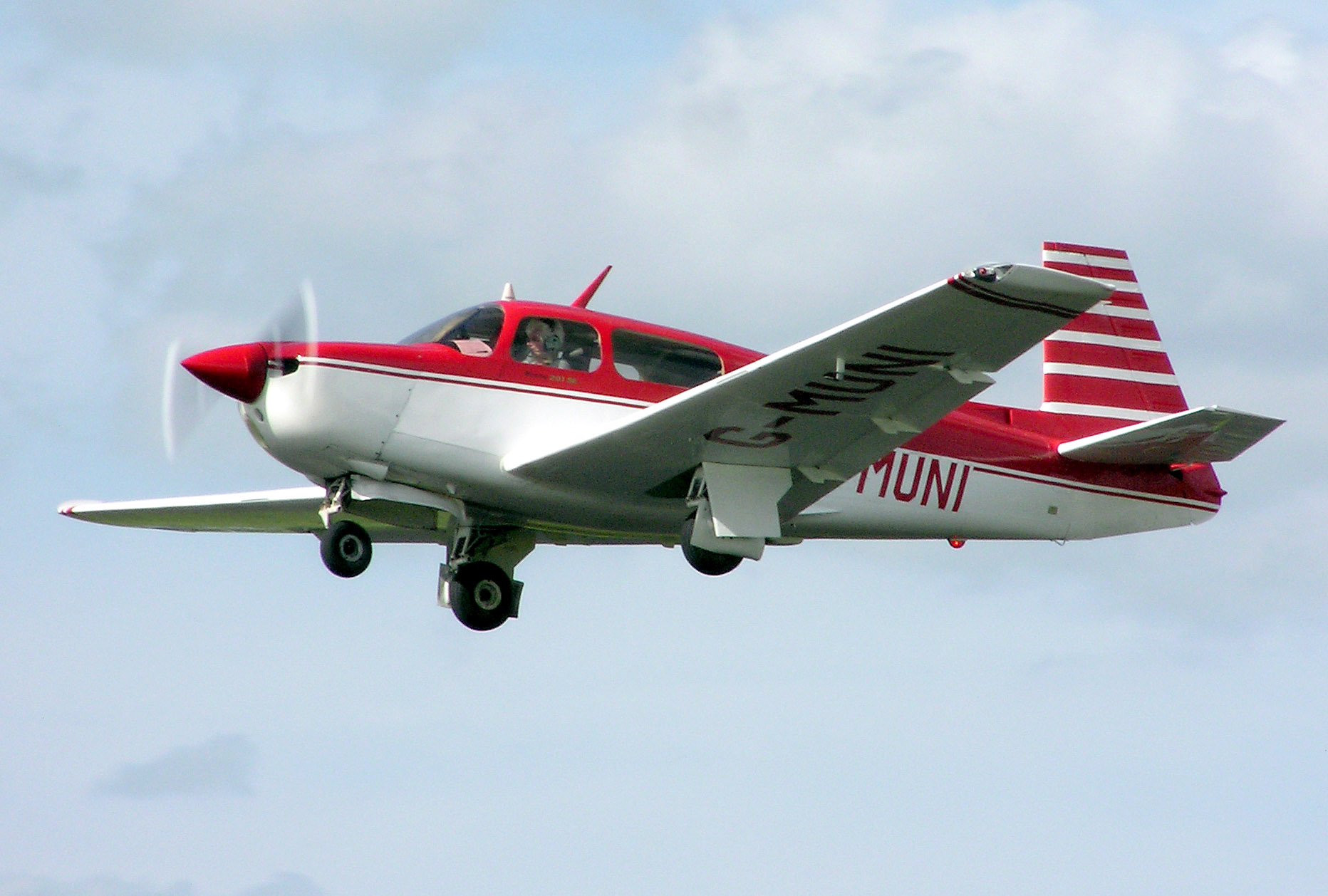
ムーニー M20
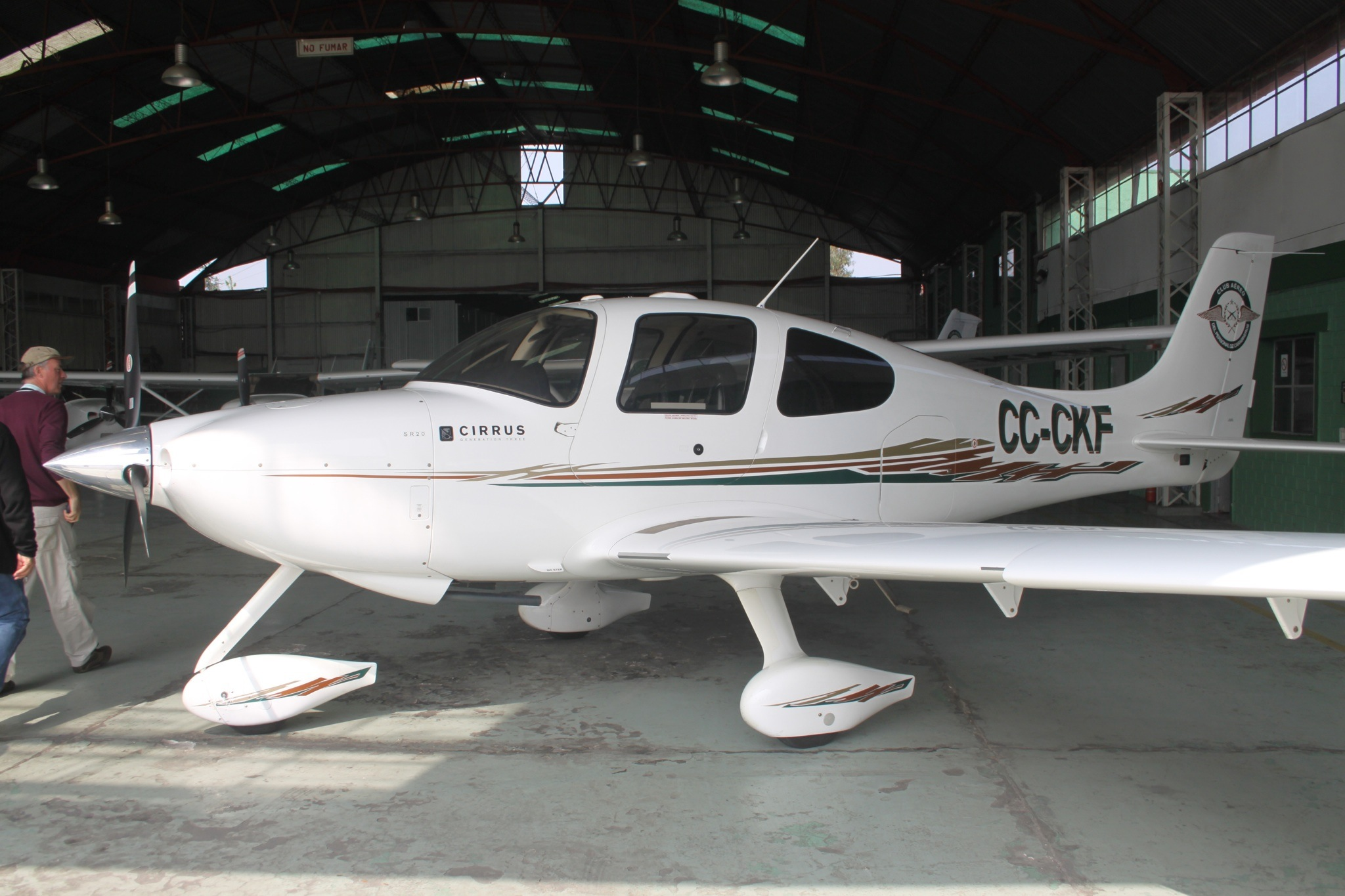
シーラス SR20
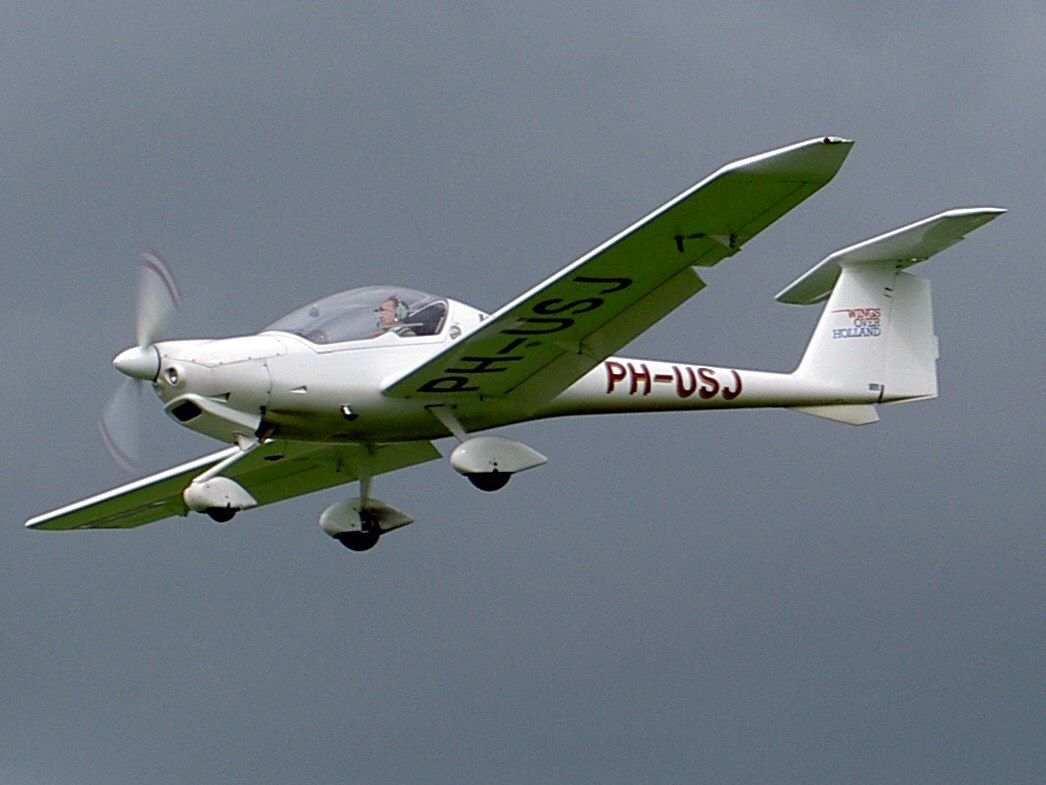
ダイヤモンド DA20
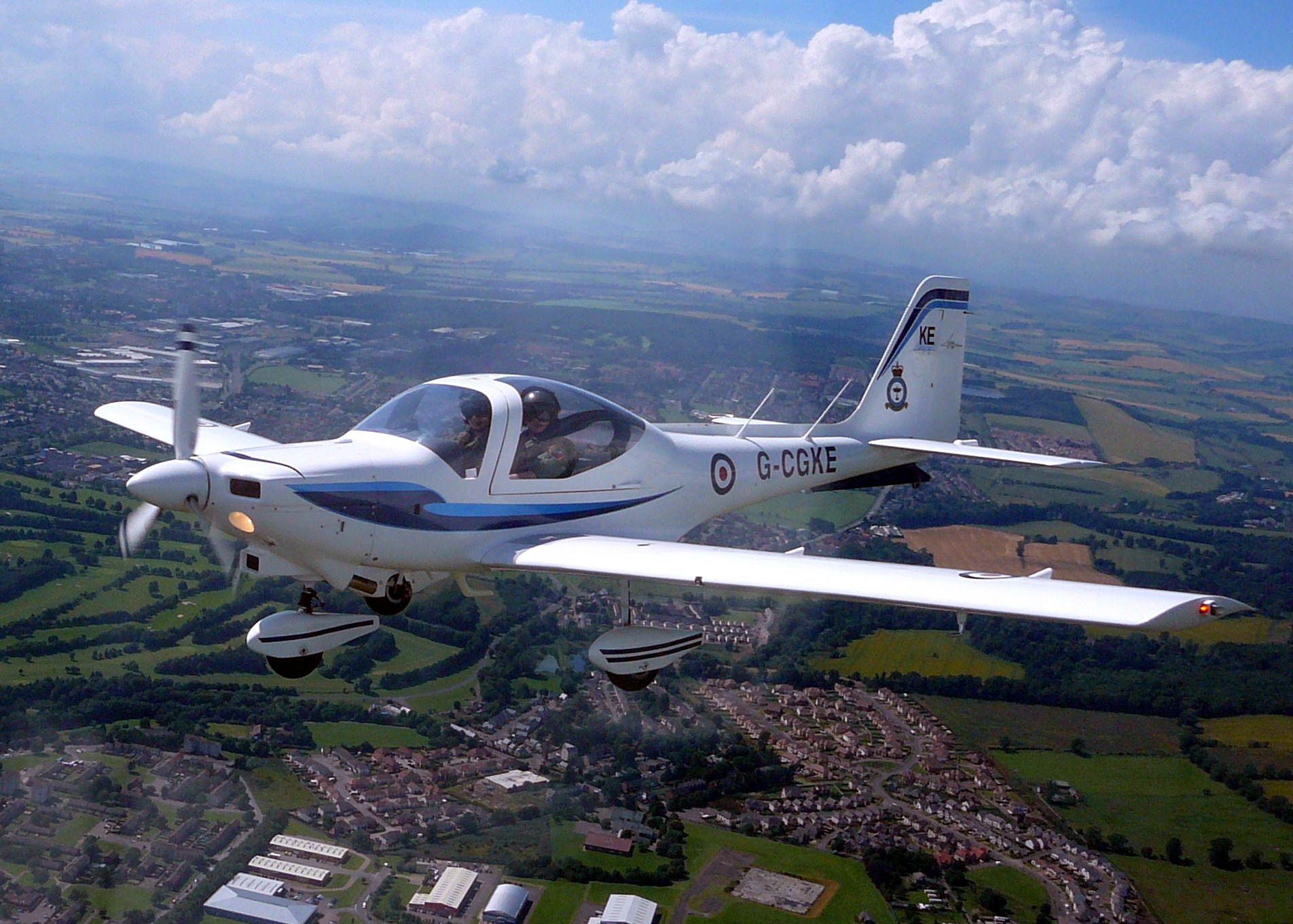
グロプ G 115
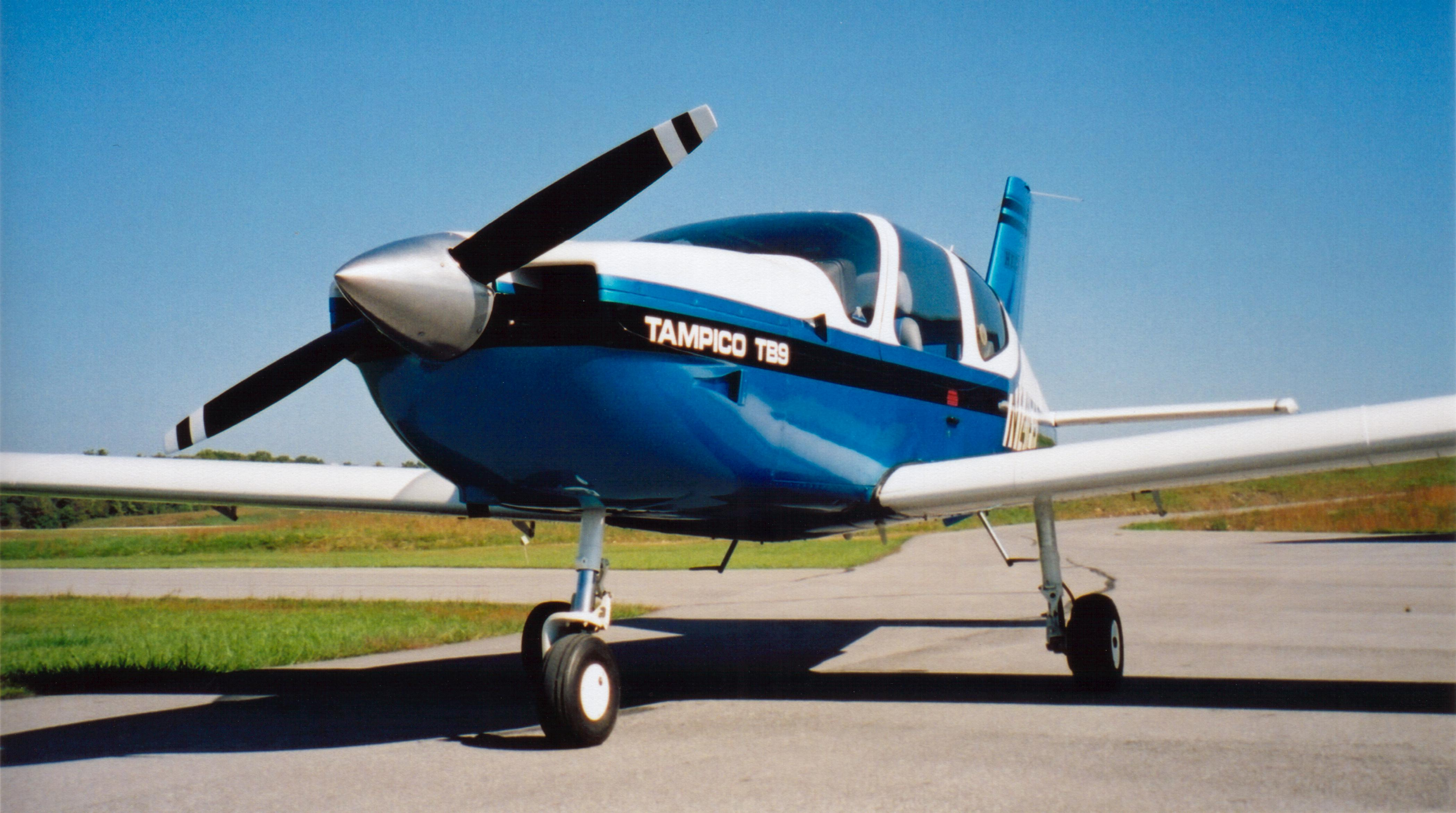
TB9 タンピコ
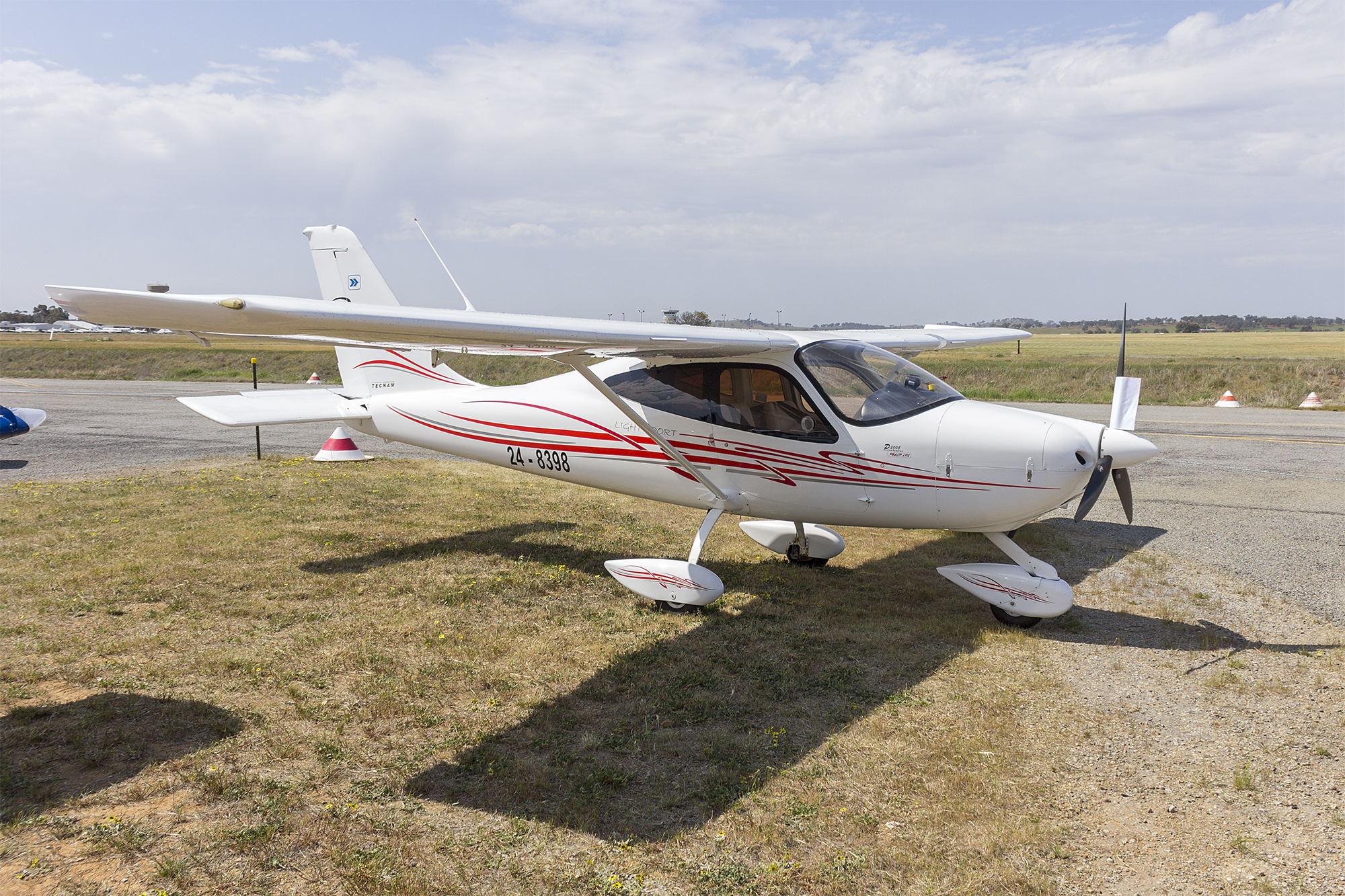
テクナム P2008
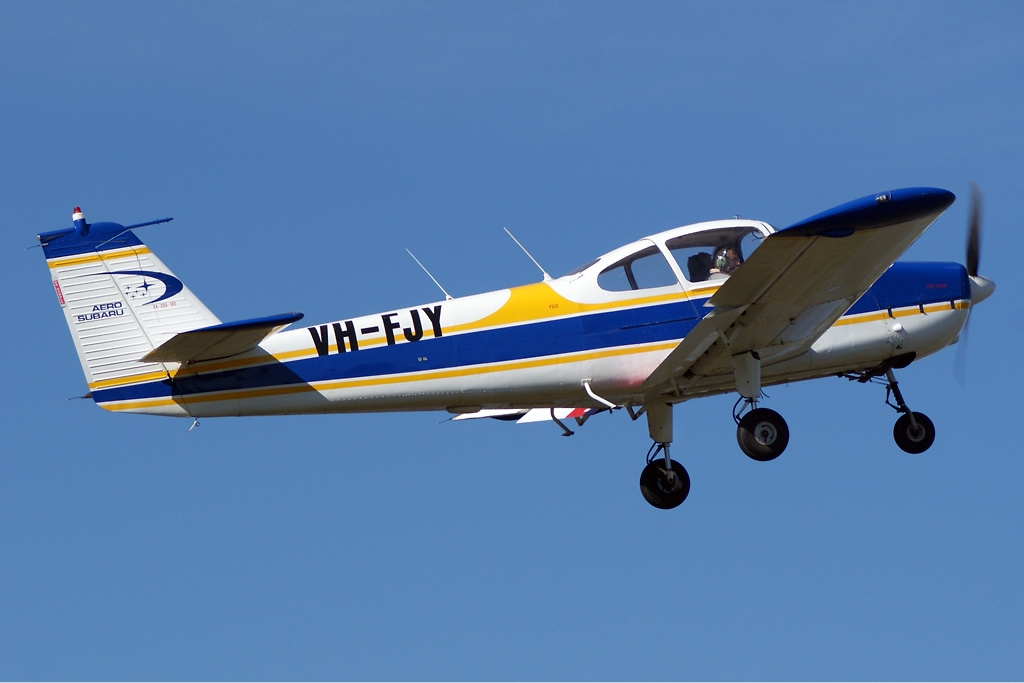
FA-200 エアロスバル
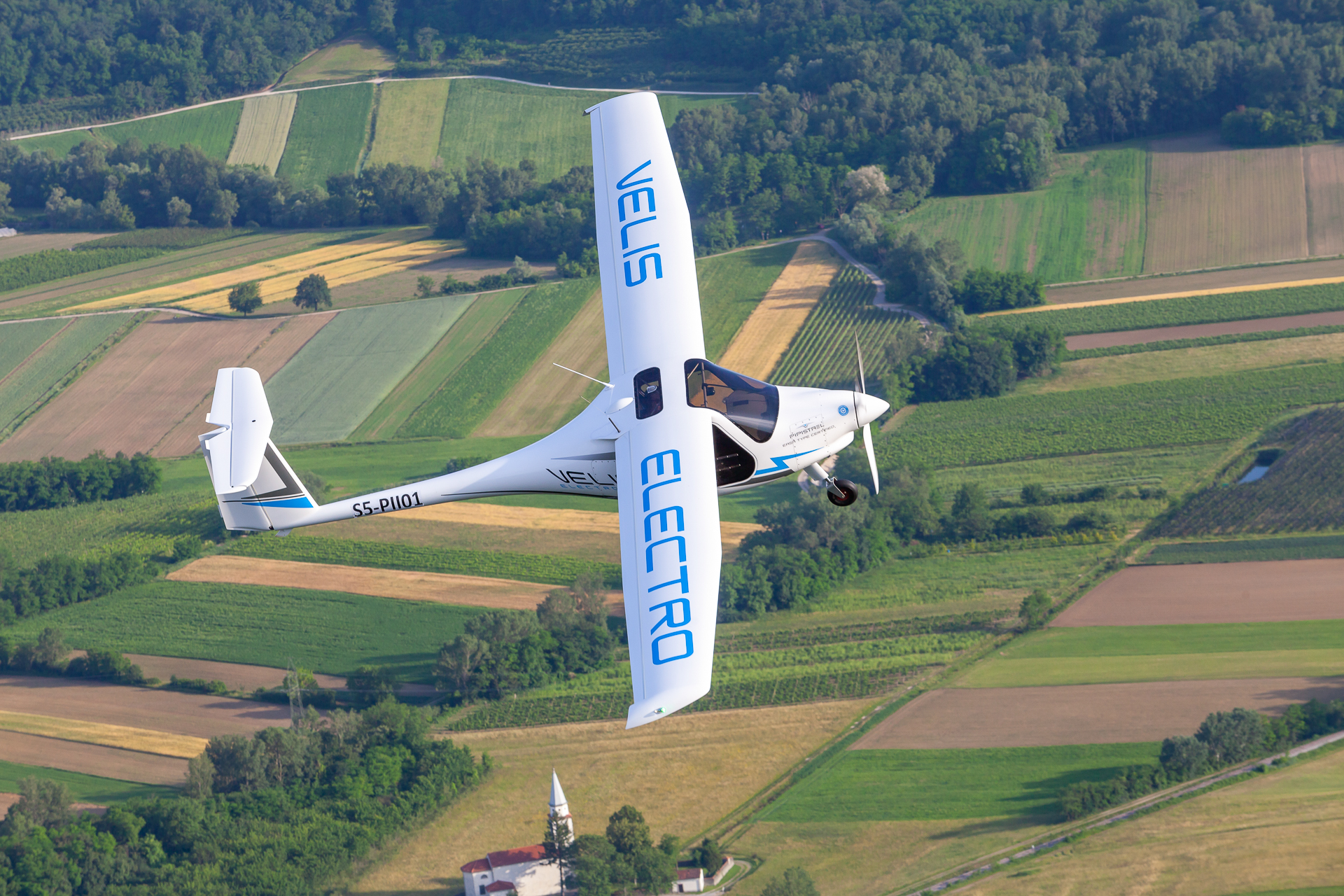
ピピストレル・ヴェリス・エレクトロ（電動航空機）

## 軍用機

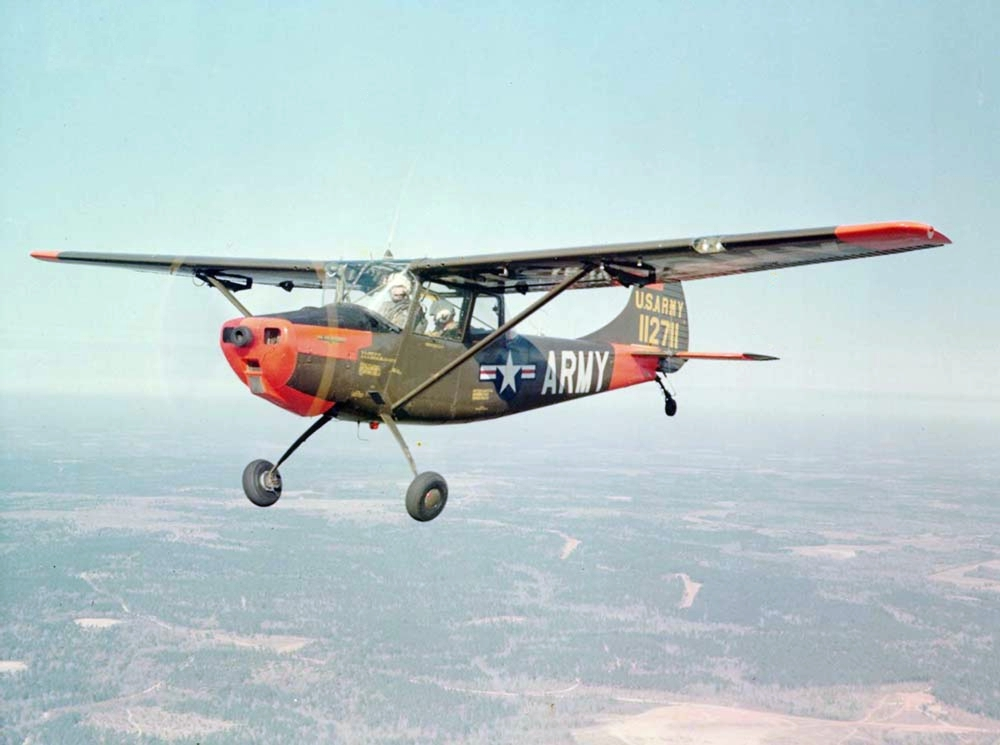
O-1A

かつては弾着観測や連絡飛行に多用されたが、それらの任務の大半はヘリコプターに移っている。また初等・基本練習機としての用途でも、軍用機の発動機がターボプロップやターボジェットおよびターボファン主流になるなかで、レシプロエンジンよりも強力なターボプロップエンジンを装備した運動性の高いものに変わってきている。そのため、今日では軽飛行機は軍用の主力機として用いられることは多くない。例外として、軽飛行機をベースに武装を施した軽攻撃機がCOIN機(Counter Insurgency) として対ゲリラ・対テロ作戦などに使用される事がある。
セスナ L-19 / O-1 / T-41（アメリカ）
単発高翼。いずれもセスナ170シリーズの軍用型。L-19は陸軍の連絡機、O-1は空軍の観測機であるがいずれも170を母体とした尾輪タイプである。朝鮮戦争からベトナム戦争にかけて使用された。T-41は1970年代まで初等練習機として使われたタイプで前輪タイプの172が母体である。当時アメリカ空軍では初等訓練を民間委託していたため民間の登録番号も持っていた。

## 類似する小型機

### 軽輸送機
山岳地帯や道路整備が十分でない地域などの輸送を任務とする機体。貨物室を持ち、多くはSTOL性能にも考慮が払われている。セスナ・208シリーズ(ターボプロップエンジン搭載の単発高翼機で、未舗装路への離着陸も可能。バリエーションにはフロート式の水上機も有る)、ピラタス・ポーター（スイス。今日ではターボプロップエンジンを装備してターボポーターと称している）、アントノフAn-2（ロシア。複葉機。農業機や軍用輸送機としても使用される）など。

### 農業機
大面積の畑に農薬や肥料を散布するための機体。超低空を低速で飛行するため、安定性や操縦者の視界確保のため操縦席が盛り上がっている。また十分な設備のない農場での使用を想定し、STOL性能や不整地での離着陸に耐える降着装置なども重視される。農薬が機内に入らないよう与圧構造とすることが多い。グラマン・アグキャットやエア・トラクター AT-400など。

### スポーツ機/曲技機
エアレースや曲技飛行など、スカイスポーツを目的とした機体で、一般的な軽飛行機より高出力のエンジンを装備し、安定性よりは機動性を重視する。またコストを度外視しチタンやカーボンファイバーなど高価な素材を多用する設計も多い。多くは単座の固定脚である。ピッツ・スペシャル、ジブコ エッジ540など。

### 超軽量ジェット機
機長一人での運行が可能で乗客が4-8人の単発ジェット機。ビジネスジェットよりも運行経費も小さく、エアタクシーや個人向けの高級プライベート機として需要が伸びている。エクリプス・アヴィエーションのエクリプス 500、シーラス・エアクラフトのVision Jetなど。

### ミニジェット機
主として個人のユーザーを前提とした、スポーツ用のジェット機。超軽量ジェット機よりも小型であり、多くは単座もしくは複座で、軍用のジェット練習機に近似したスタイルを持つ事が多い。安全性や経済性の問題から実用化に至ったケースは少ない。バイパージェット（アメリカ）、ATGジャベリン（アメリカ／イスラエル、中止）、SIPA S-200（フランス）など。

### ギャラリー

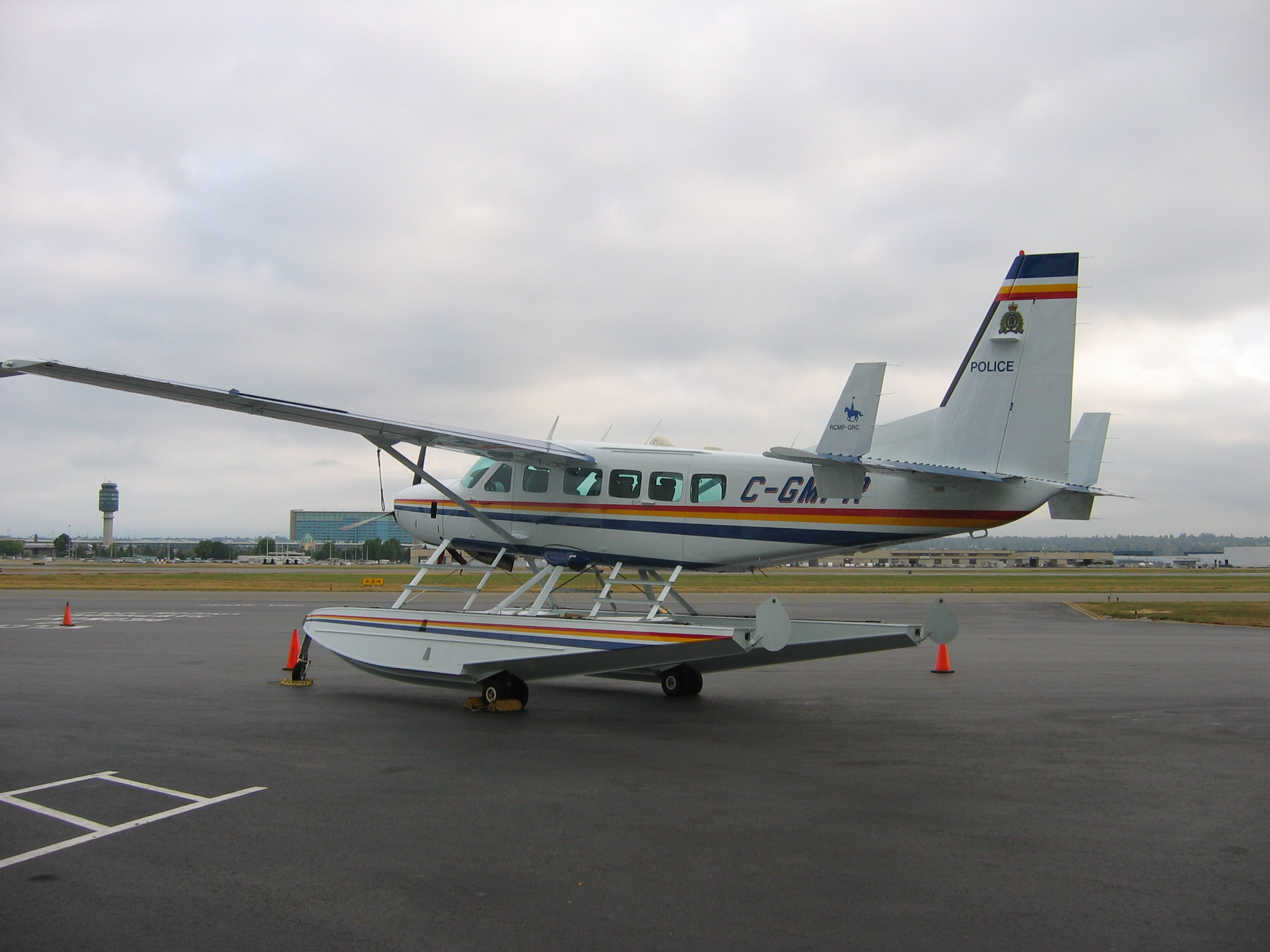
ランディングギア内蔵のフロートを持つ、セスナ 208の水陸両用機型キャラバン・アンフィビアン
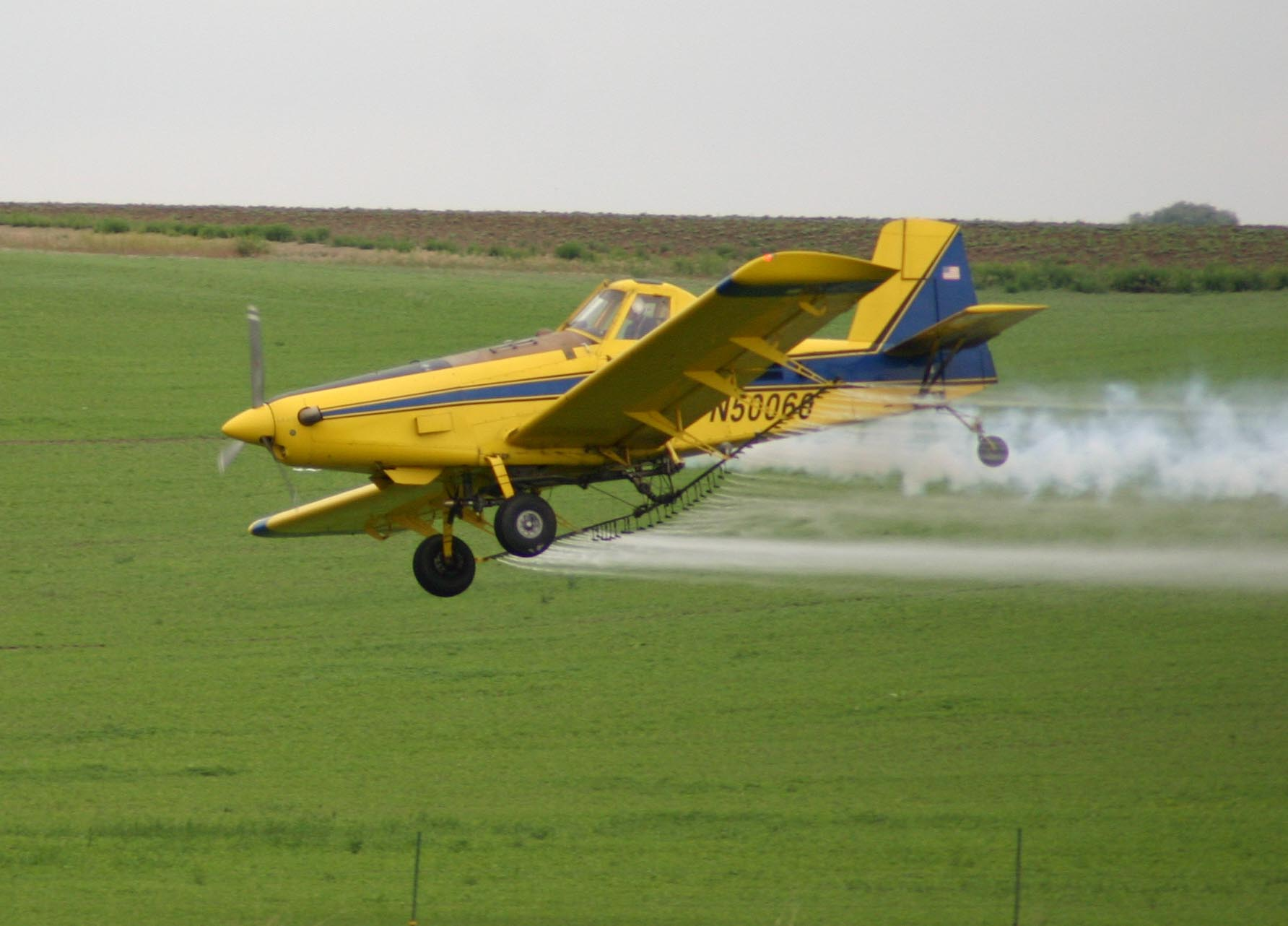
農薬散布中のエアトラクターAT402
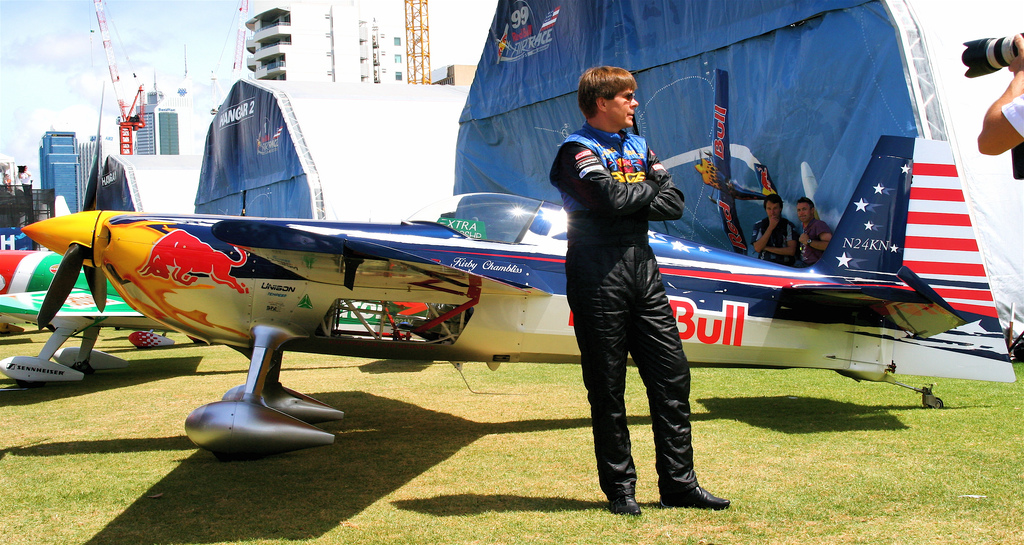
エアレース機、ジブコ エッジ540V
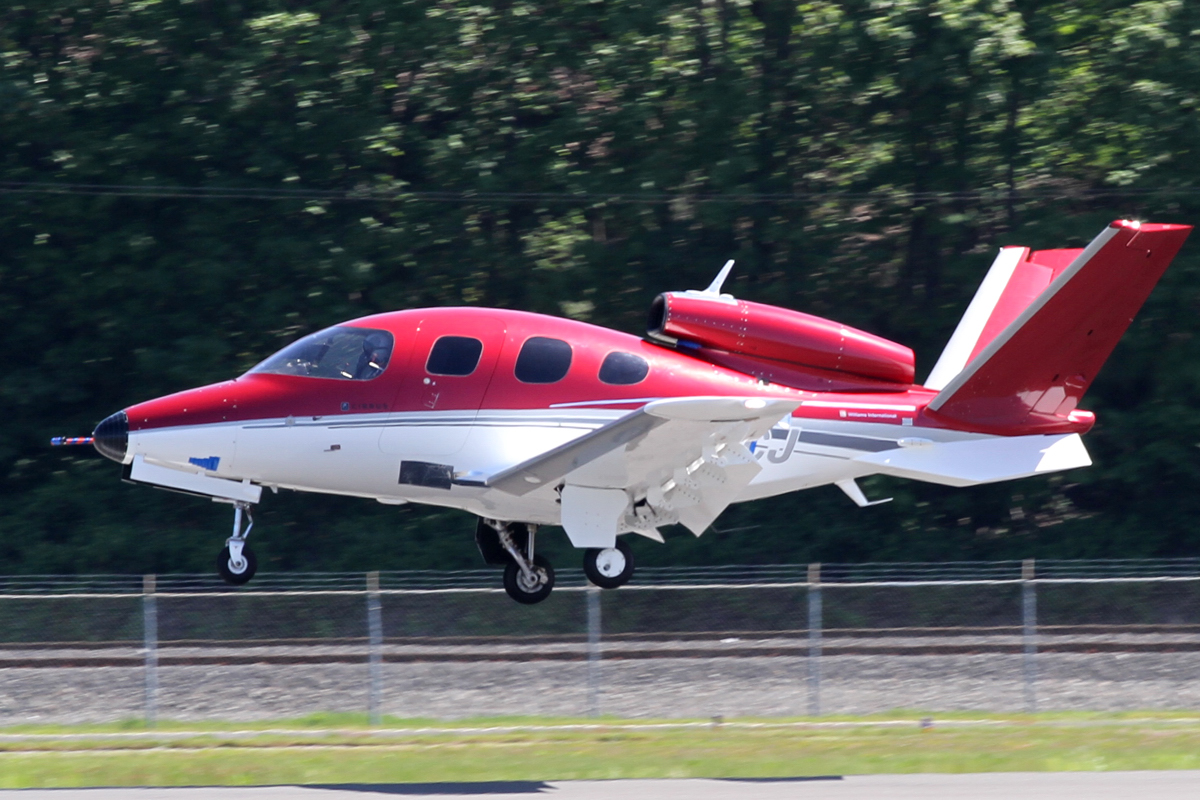
シーラス Vision Jet

## 資料
- Pattillo, Donald M. (1998). A History in the Making: 80 Turbulent Years in the American General Aviation Industry. New York: McGraw-Hill. ISBN 0-07-049448-7